# Jesu, lär mig rätt betrakta
Jesu, lär mig rätt betrakta är en adventspsalm av Frans Michael Franzén från 1814, Den ingår i "Förslag till förbättrade kyrko-sånger 1814" och publicerades senare i 1819 års psalmbok. Melodin är Jesu, djupa såren dina.
Psalmen inleds 1819 med orden:
Jesu, lär mig rätt betrakta
Ordet, som blev kött i dig,
Och all världens lust ej akta
Mot den fröjd du bjuder mig.

## Publicerad i
- 1819 års psalmbok som nr 48 under rubriken "Jesu anträde till sitt medlarekall (adventspsalmer)".
- 1937 års psalmbok som nr 39 under rubriken "Guds majestät och härlighet".